# 劉氏洋樓
劉氏洋樓，原位於臺南市柳營區，完工時間為1910年左右，1988年拆離原址，非依原施工方法重建於彰化台灣民俗村內。為地上兩層之洋樓建築，構造為R.C.及加強磚造。建築立面以紅白水平飾帶裝飾，中央建築之屋頂使用日本瓦，造型類似日本傳統屋頂；兩旁角樓則為法國型式之屋頂。主建築左右兩側原有服務性空間之建築體，於拆遷時被拆除。
洋樓建造者為劉神獄，日治時期曾任嘉義廳參事官職。劉神獄去世後，劉明電繼承家業，劉於1920年代留學於日本，後於德國柏林洪堡大學專攻哲學碩士，研究馬克思主義。回台後為佃農爭取權益，並與當時台灣政商菁英蔡培火、林獻堂交好。1935年舉家避走日本，二戰後與國民政府交惡，而名下別墅與三百餘甲土地於1950年被國民政府沒收，直至1988年，拆除承包商將其購下轉贈與彰化台灣民俗村。
2020年，劉氏洋樓在台灣民俗村拆除工程中遭到破壞，建身結構完全坍塌。